# Parcels
Parcels ist eine ursprünglich in Australien, mittlerweile in Berlin ansässige Band, bestehend aus Louie Swain (Keyboard), Patrick Hetherington (Keyboard), Noah Hill (Bass), Anatole Serret (Schlagzeug) und Jules Crommelin (Gitarre).

## Geschichte
Noch bevor die Band gegründet wurde, arbeiteten die aus Byron Bay, Australien stammenden Mitglieder an verschiedenen musikalischen Projekten von Folk bis Metal. Im Jahr 2014 fanden die Mitglieder schließlich zusammen und gründeten die Band Parcels, benannt nach dem Café der Eltern eines Bandmitglieds. Ein Jahr später und nachdem sie ihre erste EP Clockscared eigenständig produziert und am 2. März 2015 veröffentlicht hatten, beschlossen alle, gemeinsam nach Berlin zu ziehen, wo sie aktuell leben.
Kurz nach dem Umzug nach Deutschland spielten Parcels auf Festivals, wie dem Dockville Festival und dem Fusion Festival.
Nachdem Clockscared vor allem in Frankreich erfolgreich war, nahm das französische Label Kitsuné die Band unter Vertrag. Bei einem Konzert in Paris wurde Daft Punk auf die Band aufmerksam und gemeinsam produzierten sie die Single Overnight, erschienen am 20. Juni 2017. Die darauf folgende zweite EP, Hideout, erschien am 27. Januar 2017.
Der Sound von Parcels klingt „wie eine bunte Disco-Party auf Acid“. Die Band selbst beschreibt ihre Musik als Mischung aus Elektro-Pop und Disco-Soul-Musik, inspiriert von den 1970ern und vereint mit modernen Klängen.
Die Parcels spielten am 25. Juni 2017 auf dem Glastonbury Festival, hatten im September 2017 ihren ersten Auftritt im US-Fernsehen in der Talkshow Conan und spielten am 8. Januar 2018 live bei BBC Radio 1.

## Diskografie
Alben
- 2018: Parcels (Kitsuné)
- 2020: Live Vol. 1
- 2021: Day/Night (Because Music)

EPs
- 2015: Clockscared (Eigenvertrieb)
- 2016: Herefore Remixes (Kitsuné)
- 2017: Hideout (Kitsuné)
- 2017: Hideout Remixed (Kitsuné)

Singles
- 2016: Anotherclock (Kitsuné)
- 2017: Overnight (Kitsuné)
- 2018: Tieduprightnow (Kitsuné, UK: Silber)
- 2018: Lightenup (Kitsuné)

## Auszeichnungen für Musikverkäufe
| Goldene Schallplatte - Frankreich - 2020: für die Single Overnight - 2023: für die Single Tieduprightnow |

| Land/RegionAuszeichnungen für Musikverkäufe (Land/Region, Auszeichnungen, Verkäufe, Quellen) | Silber  | Gold     | Platin | Verkäufe | Quellen         |
| -------------------------------------------------------------------------------------------- | ------- | -------- | ------ | -------- | --------------- |
| Frankreich (SNEP)                                                                            | —       | 2× Gold2 | —      | 200.000  | snepmusique.com |
| Vereinigtes Königreich (BPI)                                                                 | Silber1 | —        | —      | 200.000  | bpi.co.uk       |
| Insgesamt                                                                                    | Silber1 | 2× Gold2 | —      |          |                 |